# النظرة البسيطة للقراءة

صفحة كتاب

النظرة البسيطة للقراءة، هي نظرية علمية للفهم القرائي، وُصفت لأول مرة من قبل عالمي النفس فيليب غوف وويليام تونمير في 1986، وعُدلت من قبل ويسلي هوفر وفيليب غوف في 1990. تقترح نظرية النظرة البسيطة أن الفهم القرائي ناتج عن القدرة على الترجمة (عمليات التعرف على الكلمة) وعلى فهم اللغة (عمليات استيعاب اللغة الشفهية). يُمكن التعبير عن هذا بواسطة المعادلة ف = ت x  ف ل ويشير الحرف ف إلى الفهم القرائي، والحرف ت إلى الترجمة، وف ل إلى الفهم اللغوي.

## أساس البحث

### المنشور الأول
وُصفت نظرية النظرة البسيطة لأول مرة من قبل غوف وتونمير في المقالة الصحفية المنشورة في العدد الأول في 1986 لدورية ريميديل أند سبيشل أجوكيشن. كان هدفهما وضع نظرية قابلة للدحض «لحسم المسألة المتعلقة بالعلاقة بين مهارة الترجمة وقدرة القراءة». يُعرفون الترجمة على أنها «القدرة على قراءة الكلمات المنفردة بسرعة وبدقة وبصمت» - وينظرون إليها بوصفها «مهارة معتمدة على الإلمام بقواعد الحرف إلى الصوت في اللغة الأبجدية».
مثلت النظرة البسيطة للقراءة ردًا من قبل غوف وتونمير على الجدل القائم بين علماء النفس والباحثين وعلماء التربية حول مساهمة الترجمة في الفهم القرائي. قلل بعض العلماء، مثل كين غودمان، من أهمية دور الترجمة في القراءة الماهرة، متناولًا إياها كواحدة من بين العديد من النماذج المستخدمة من قبل القراء المحترفين في «لعبة تخمين نفسية لغوية». نُظر إلى الترجمة «كظاهرة مصاحبة للقراءة الماهرة على أقصى تقدير»، وليست «في جوهر القدرة على القراءة» حسب وصف غوف وتونمير.
شكلت هذه الخصومة إحدى جبهات المعارك التي عُرفت باسم حروب القراءة التي مثلت سلسلة من المناقشات المطولة والساخنة عادة حول جوانب معينة متعلقة ببحوث القراءة وتعليماتها وسياسة الدول الناطقة بالإنجليزية خلال القرن العشرين. كان هدف كل من غوف وتونمير وراء اقتراح نظرية النظرة البسيطة للقراءة هو لمعالجة الجدل القائم حول العلاقة بين الترجمة والفهم وذلك من خلال تطبيق المنهج العلمي التالي:«تعد هذه المشكلة من المشاكل التجريبية بكل تأكيد، ويجب أن تُعالج عن طريق التجربة وليس عن طريق الجدل... ننوي هنا الدفاع عن قضيتنا بوضوح أكثر على أمل حسم صحتها أو خطئها عن طريق بحوث مستقبلية».
وفرت نظرية النظرة البسيطة تركيزًا على الجدل القائم حول الترجمة، إضافةً إلى ذلك، فقد رأى المؤلفون في هذه النظرية آثارًا أكثر إثارة للاهتمام، وذلك من خلال الإيضاحات التي قدمتها بخصوص عجز القراءة. يُمكن أن ينتج عجز القراءة من خلال ثلاثة طرق مختلفة: عدم القدرة على الترجمة (عسر القراءة) أوعدم القدرة على الفهم (فرط القراءة)، أو كلاهما (ويُطلق عليها «عجز القراءة المتنوع»)

### الأدلة التجريبية
جاءت الأدلة التجريبية لنظرية النظرة البسيطة للقراءة من مجموعة من الدراسات الانحدارية التي أظهرت المساهمات المستقلة للترجمة والفهم اللغوي على الفهم القرائي الصامت. خضعت النظرية للاختبار بشكل مباشر بعد نشرها في المرة الأولى في أكثر من 100 دراسة على أطفال وبالغين ومتعلمين طبيعيين ومتعلمين يعانون من حالات عجز مختلفة في الإنجليزية وفي لغات أخرى.
كتب علماء النفس آن كاسلز وكاثلين راسل وكيت نايشن في الاستعراض الخاص بهم في 2018 حول علم تعلم القراءة: «المبرر المنطقي للنظرة البسيطة واضح ومقنع: الترجمة والفهم اللغوي ضروريان، ولا يكفي أحدهما دون الآخر. لا تعد ترجمة الطفل للكلمة المطبوعة دون فهمها قراءة، وبنفس الطريقة، لا يمكن أن تتم القراءة دون ترجمة، بغض النظر عن مستوى الفهم اللغوي». إضافة إلى ذلك، يُشيرون إلى دراسات أظهرت «تنبؤ قياسات كل من الترجمة والفهم اللغوي للفهم القرائي ونموه، ويفسر هاذان المكونان أغلب أوجه التفاوت في هذه المقدرة».

## وصلات خارجية
- Reading Rockets - The Simple View of Reading